# Dampierre-au-Temple
Dampierre-au-Temple ist eine ehemalige französische Gemeinde mit 270 Einwohnern (Stand: 1. Januar 2022) im Département Marne in der Region Grand Est. Sie gehörte zum Arrondissement Châlons-en-Champagne. Die Bewohner werden Dampierrois und Dampierroises genannt.
Der Erlass des Präfekten vom 26. September 2024 legte mit Wirkung zum 1. Januar 2025 die Eingliederung von Dampierre-au-Temple als Commune déléguée zusammen mit der früheren Gemeinde Saint-Hilaire-au-Temple zur Commune nouvelle La Neuville-au-Temple fest. Der Name der Gemeinde wurde mit dem Erlass des Präfekten vom 30. Oktober 2024 nachträglich geändert.

## Geografie

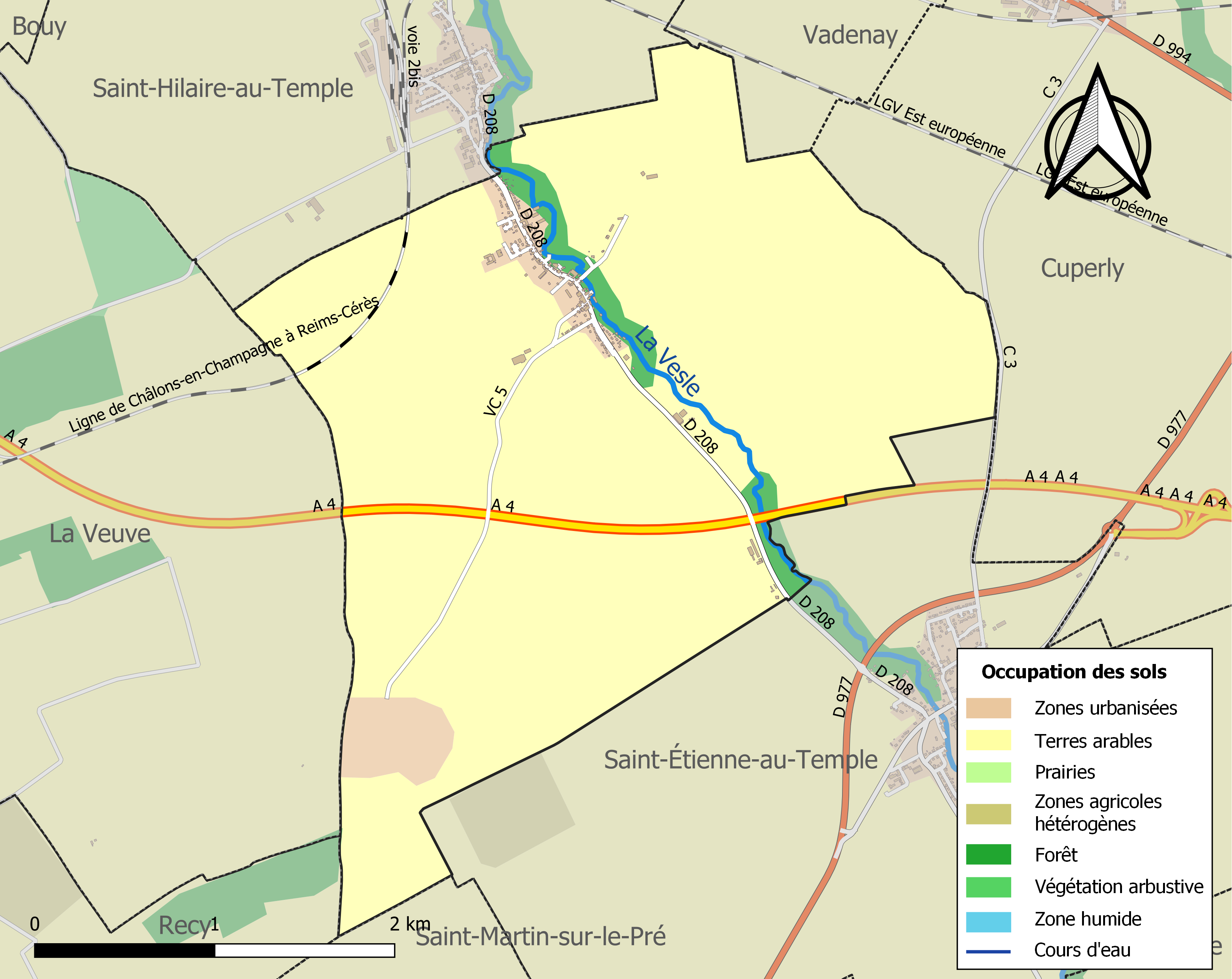
Bodennutzung, Hydrografie und Infrastruktur von Dampierre-au-Temple (2018)

Dampierre-au-Temple liegt etwa 10 Kilometer nordnordöstlich von Chalons-en-Champagne und etwa 35 Kilometer südöstlich von Reims in der historischen Provinz der Champagne. Die Vesle, ein Nebenfluss der Aisne durchquert das Ortsgebiet von Südost nach Nordwest. Das Zentrum liegt auf einer Höhe von etwa 120 m an der Vesle. Das Relief des Gebiets ist flach mit einer maximalen Erhebung von 151 m des isolierten Mont Gavonne im Nordosten und minimal 114 m beim Austritt der Vesle im Norden aus dem Ortsgebiet.
Rund 92 % der Fläche von Dampierre-au-Temple werden landwirtschaftlich, fast ausschließlich als Kulturboden genutzt, rund 3 % sind bewaldet, besonders entlang der Vesle, rund 3 % entfallen auf Industrie-, Gewerbe- und Verkehrsflächen, 2 % auf bebaute Flächen (Stand: 2018).
Umgeben wird Dampierre-au-Temple von der Commune déléguée Saint-Hilaire-au-Temple im Nordwesten und den Nachbargemeinden Vadenay im Norden, Cuperly im Nordosten und Osten, Saint-Étienne-au-Temple im Südosten und Süden, Saint-Martin-sur-le-Pré im Süden, Recy im Südwesten sowie La Veuve im Westen.

## Bevölkerungsentwicklung

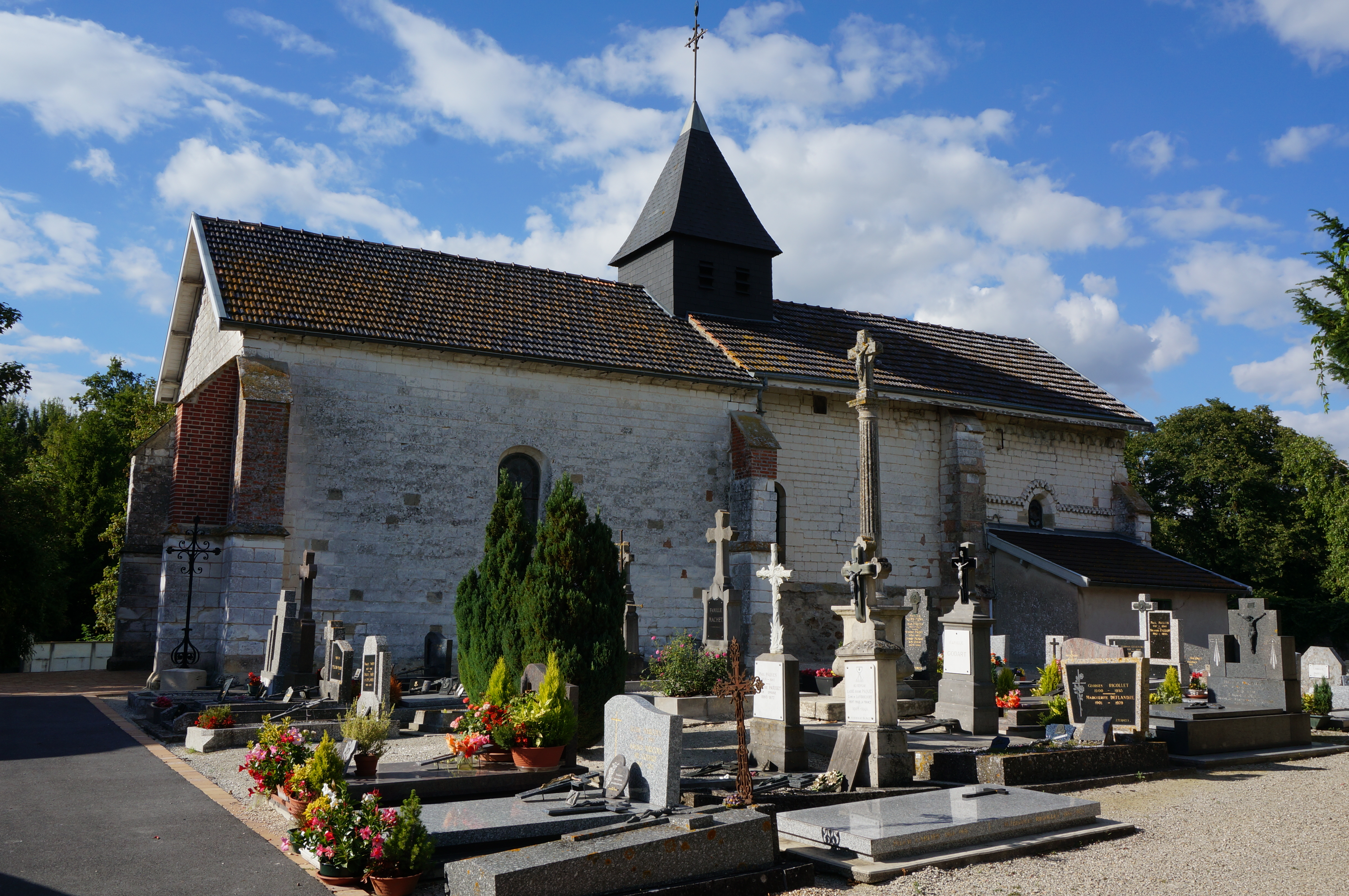
Kirche Saint-Pierre-et-Saint-Paul

| Jahr                       | 1962 | 1968 | 1975 | 1982 | 1990 | 1999 | 2006 | 2013 | 2020 |
| Einwohner                  | 105  | 112  | 116  | 155  | 209  | 238  | 254  | 262  | 272  |
| Quellen: Cassini und INSEE |      |      |      |      |      |      |      |      |      |

## Sehenswürdigkeiten
- Kirche Saint-Pierre-et-Saint-Paul